# Deir Jarir
Deir Jarir (àrab: دير جرير, Dayr Jarīr) és una vila palestina en la governació de Ramal·lah i al-Bireh al centre de Cisjordània, situada 11 kilòmetres al nord-est de Ramal·lah, a 900 sobre el nivell del mar. Segons l'Oficina Central d'Estadístiques de Palestina (PCBS), tenia 5.101 habitants en 2016. El seu nom vol dir «el monestir o casa de Jarir», en honor del poeta àrab Jarir.

## Història
S'hi ha trobat ceràmica de l'era mameluc.

### Època otomana
En 1517 Deir Jarir fou incorporada a l'Imperi Otomà amb la resta de Palestina, i en 1596 apareixia (com a Dar Jarir) als registres fiscals com a part de la nàhiya d'al-Quds al liwà homònim. Tenia una població de 23 llars, totes musulmanes. Pagaven impostos sobre el blat, ordi, olivera, vinyes, fruiters, ingressos ocasionals, cabres i/o ruscs. També s'hi ha trobat ceràmica otomana.
En 1838 fou registrada com a Deir Jureir, una vila musulmana situada a la regió de Beni Murrah al nord de Jerusalem. L'explorador francès Victor Guérin va visitar la vila en 1863 i en 1870, i va considerar que tenia uns 200 habitants. Una llista de pobles otomans d'aproximadament 1870 va indicar 111 cases i una població de 394, tot i que el recompte de població només incloïa homes.
En 1882 el Survey of Western Palestine del Fons per a l'Exploració de Palestina va descriure Dar Jerir com «un poble de grandària moderada, amb tombes antigues cap al sud i una deu cap a l'oest, algunes oliveres al mateix costat.»
En 1896 la població de Deir Jarir era estimada en unes 828 persones.

### Època del Mandat Britànic
En el cens de Palestina de 1922, organitzat per les autoritats del Mandat Britànic la vila, anomenada Dair Ijreer, tenia 739, tots musulmans. En el cens de 1931 la població de Deir Jarir era de 847 musulmans en 172 cases.
En 1945 la població de Deir Jarir era de 1.080, tots musulmans, que posseïen 33,161 dúnams de terra segons una enquesta oficial de terra i població. 3.091 dúnams eren plantacions i regadius, 6.499 per a cereals, mentre 40 dúnams eren sòl edificat.

### Després de 1948
En la vespra de guerra araboisraeliana de 1948, i després dels acords d'armistici araboisraelians de 1949, Deir Jarir fou ocupada pel regne haixemita de Jordània. Després de la Guerra dels Sis Dies de 1967 va romandre sota l'ocupació israeliana.
En setembre de 2005 centenars de residents armats de Deir Jarir van atacar la ciutat propera de Taybeh, fet provocat per una disputa familiar. La disputa va ser causada per un home cristià palestí de Taybeh que suposadament tenia relacions íntimes amb una dona musulmana de Deir Jarir. L'atac va deixar 13 cases cremades i tres homes van ser arrestats (dos de Deir Jarir i un de Taybeh). Malgrat l'incident, els pobles veïns continuen tenint bones relacions; els residents diuen que "la gent de Taybeh i la gent de Deir Jarir són una sola família".